# 일회박출량

일회박출량의 정의와 결정 요인을 나타낸 그림. 심장 주기에서 일회박출량은 확장기말 용적과 수축기말 용적의 차이에 해당하며, 그 값은 심근 수축력이 클수록, 전부하가 클수록, 후부하가 작을수록 크다.

일회박출량(영어: stroke volume) 또는 박출량(搏出量, 拍出量)은 심장이 한 번 수축할 때 뿜어져 나오는 혈액의 부피를 가리킨다. 성인이 가만히 있을 때 박출량은 보통 70-80 mL이다.

## 계산
| 심실 용적                            | 심실 용적             | 심실 용적              |
| 측정                                 | 우심실                | 좌심실                 |
| ------------------------------------ | --------------------- | ---------------------- |
| 확장기말 용적                        | 144 mL (± 23 mL)      | 142 mL (± 21 mL)       |
| 확장기말 용적 / 몸 표면 영역 (mL/m2) | 78 mL/m2 (± 11 mL/m2) | 78 mL/m2 (± 8.8 mL/m2) |
| 수축기말 용적                        | 50 mL (± 14 mL)       | 47 mL (± 10 mL)        |
| 수축기말 용적 / 몸 표면 영역 (mL/m2) | 27 mL/m2 (± 7 mL/m2)  | 26 mL/m2 (± 5.1 mL/m2) |
| 일회박출량                           | 94 mL (± 15 mL)       | 95 mL (± 14 mL)        |
| 일회박출량 / 몸 표면 영역 (mL/m2)    | 51 mL/m2 (± 7 mL/m2)  | 52 mL/m2 (± 6.2 mL/m2) |
| 박출률                               | 66% (± 6%)            | 67% (± 4.6%)           |
| 심박수                               | 60–100 bpm            | 60–100 bpm             |
| 심장박출량                           | 4.0–8.0 L/minute      | 4.0–8.0 L/minute       |

그 값은 주어진 심실의 확장기말 용적(end-diastolic volume, EDV)에서 수축기말 용적(end-systolic volume, ESV)을 빼서 얻는다.
{\displaystyle SV=EDV-ESV}
70kg의 건강한 남성의 경우 ESV는 약 50mL이고 EDV는 약 120mL이므로 일회박출량에 대해 70mL의 차이가 발생한다.
박출작업량(stroke work)은 혈액의 압력에 일회박출량을 곱한 양인 일을 의미한다.

## 결정 요인
일회 박출량의 결정 요인을 크게 심근 수축력, 전부하, 후부하로 구분할 수 있다. 다른 조건이 동일할 때, 심근이 수축하는 힘이 강할수록 박출량이 커지리라는 점은 쉽게 짐작할 수 있다. 전부하와 후부하의 개념을 이해하기 위해서는, 심근 조각을 천장에 매달아 놓고 다른 쪽 끝에는 무게추를 달아 둔 다음 심근을 수축시키는 실험을 생각하면 도움이 된다. 무게추 가운데 일부는 심근과 함께 공중에 있고, 일부는 바닥에 닿아 있다고 가정하자. 심근을 가만히 두더라도 공중에 매달린 추의 무게 때문에 심근은 얼마간 늘어나서 장력을 나타내게 되는데, 이것이 전부하이다. 이제 심근을 자극하여 장력이 점점 증가하더라도, 바닥에 닿아 있는 추가 있으므로 장력이 이들의 무게를 모두 지탱할 정도로 강해질 때까지는 길이가 줄어들지 못할 것이다. 이처럼 길이가 고정된 채 장력만 강해지는 것을 등척성 수축(영어: isometric contraction)이라고 한다. 한편 무게추가 모두 공중에 들린 다음부터는 그 무게만큼의 힘을 견디면서 길이가 줄어들 것이다. 이처럼 장력이 고정된 채 길이만 줄어드는 것을 등장성 수축(영어: isotonic contraction)이라고 하며, 이 단계에서 심근을 잡아 끄는 무게에 해당하는 개념이 바로 후부하이다.
심근 조직을 분리하여 실험해 보면, 전부하가 크고 후부하가 작을수록 심근이 수축하는 정도가 증가함을 확인할 수 있다. 즉 등척성 수축 실험에서 처음에 심근이 늘어나 있는 정도가 크면, 같은 자극을 주더라도 장력이 증가하는 정도가 더 크다. 이를 길이-장력 관계(영어: length-tension relation)라고 부르는데, 그 분자 기제에 대해서는 아직 논쟁이 있다. 한편 등장성 수축 실험에서 심근을 잡아 끄는 힘이 강하면, 같은 자극을 주었을 때 길이가 줄어드는 정도가 더 작다. 이로 미루어볼 때, 박출량 역시 전부하가 크고 후부하가 작을수록 크리라고 짐작할 수 있다.
심장주기에서 이완기가 끝나고 심실이 수축하기 시작하면, 심장판막이 모두 닫혀 있으므로 부피 변화 없이 압력만 증가한다. 이 단계가 심근 조직을 대상으로 한 실험에서 등척성 수축 과정에 해당한다. 이어서 대동맥판과 허파동맥판이 열려 심실이 대동맥 및 허파동맥으로 혈액을 내뿜는 단계는 등장성 수축 과정과 유사하다고 볼 수 있다. 그러므로 심장에서 전부하 역할을 하는 것은 심실이 수축하기 이전부터 심근이 늘어나 있도록 하는 힘인 이완기말압력이며, 후부하 역할을 하는 것은 심실에서 혈액이 뿜어져 나오는 것을 거스르는 힘인 대동맥·허파동맥 혈압이다. (실제로 수축기 동안 후부하는 계속 변화하므로, 이 과정은 엄밀히 말해 등장성 수축이 아니다.)
실제로 이완기말압력이 높을수록 박출량이 대체로 증가하는 경향이 관찰되는데, 이를 프랑크-스탈링 법칙이라고 한다. 이 법칙 덕택에, 정상적인 상황에서 심장은 정맥에서 돌아오는 혈액을 그대로 다시 뿜어내는 역할을 한다. 단, 심근이 늘어나는 데에는 한계가 있다. 건강한 사람은 이 한계에 이를 일이 거의 없지만, 심부전 환자에서는 심실에 혈액이 너무 많이 쌓여서 과도하게 확장되기도 한다. 이러한 비보상성 심부전(영어: decompensated heart failure) 상황에서는 줄어든 박출량을 보상하기 위해 콩팥이 체액을 재흡수하는데, 그러면 심실이 더욱 늘어나 박출량이 더욱 감소하는 악순환이 일어나게 된다.
다른 조건이 동일할 때 대동맥·허파동맥 혈압이 높을수록 박출량은 감소한다. 대표적인 임상적 예시는 폐 색전증이다. 혈전이 허파동맥의 큰 가지를 틀어막아 혈압이 상승하면 우심실 후부하가 증가하여 박출량이 감소하는데, 심하면 환자가 쓰러질 수도 있다. 다만 생체 내에서는 각종 보상 기제가 작용하므로 동맥 혈압과 박출량 사이 관계는 한결 복잡하다. 예컨대 후부하가 갑자기 증가하는 바람에 심실에 혈액이 쌓이면, 다음 박동 때에는 프랑크-스탈링 법칙 덕택에 박출량이 다시 증가하는 것이다. 다양한 영향을 종합적으로 고려하면, 역시 동맥 혈압이 높을수록 박출량은 대체로 감소하는 것으로 생각된다.

## 심장주기에서

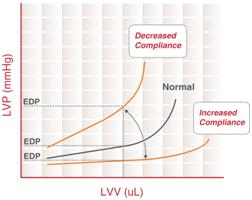
이완 상태의 심실이 뻣뻣할수록 이완기말 압력-용적 관계를 나타내는 곡선은 좌상단으로 옮겨 가며, 유순할수록 우하단으로 옮겨 간다.

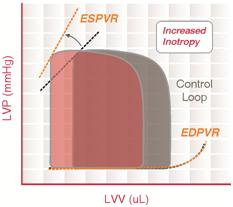
수축기말 압력-용적 관계는 수축력의 좋은 척도로 간주된다. 다른 조건이 일정할 때, 수축력이 개선되어 수축기말 압력-용적 관계를 나타내는 직선이 가팔라지면 박출량이 늘어난다.

박출량이 결정되는 과정을 한결 자세히 알아보려면 심장주기를 압력-부피 그림으로 나타내어 보는 것이 도움이 된다. 이완기에 심실이 혈액으로 채워짐에 따라 심실 안 압력은 차츰 커진다. 이 변화는 압력-부피 그림에서 이완기말 압력-용적 관계(영어: end-diastolic pressure-volume relation, EDPVR) 곡선을 따른 이동으로 나타내어진다. 이완기말 압력-용적 관계를 나타내는 곡선의 위치와 생김새는 이완 상태의 심실이 뻣뻣한 정도를 반영한다.
심실이 수축하여 대동맥으로 혈액을 뿜어내기 시작한 뒤, 어느 지점에 이르면 반달판막이 닫혀 수축기가 끝나고 다시 이완기가 시작된다.  수축기가 막 끝난 이 상태에서의 압력과 부피 사이에 일정한 관계가 성립하는 것이 관찰되는데, 이를 수축기말 압력-용적 관계(영어: end-systolic pressure-volume relation, ESPVR)라고 부른다. 수축기말 압력-용적 관계는 심실을 이루는 심근이 최대로 긴장한 상태에서의 길이-장력 관계를 반영하는 것으로 생각된다. 실제로 사람들의 수축기말 압력-용적 관계를 측정해 보면 압력-부피 그림에서 직선에 가깝게 그려지며, 그 기울기는 전부하·후부하 따위 변수와는 거의 무관하지만 카테콜아민 투여 등에는 반응하여 변화하는 것으로 드러났다. 이런 이유로 ESPVR 직선의 기울기는 심장의 수축력을 평가하는 좋은 척도로 간주된다.

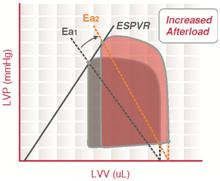
유효동맥탄성도는 흔히 후부하의 척도로 간주된다. 다른 조건이 일정할 때, 유효동맥탄성도가 증가하면 박출량은 줄고 수축기말압력은 커진다.

압력-부피 그림에서 일종의 후부하를 반영하는 값으로 유효동맥탄성도(영어: effective arterial elastance)라는 양이 제시된 바 있다. 전부하와 수축력이 일정하다면 후부하가 박출량을 결정한다. 이완기말용적을 전부하의 척도로 보고 수축기말 압력-용적 관계를 수축력의 척도로 보면, 이완기말용적-수축기말압력 관계가 후부하를 반영하리라고 추측할 수 있다. 따라서 일부 연구자는 이완기가 끝나는 지점에서 가로축에 내린 수선의 발과 수축기가 끝나는 지점을 이은 직선에 주목하여 그 기울기의 절댓값을 유효동맥탄성도라고 명명하였다. 수식으로 나타내면, 심실의 수축기말압력·용적을 {\displaystyle {\rm {ESP}}}·{\displaystyle {\rm {ESV}}}, 이완기말용적을 {\displaystyle {\rm {EDV}}}라고 할 때 유효동맥탄성도 {\displaystyle E_{a}}는
{\displaystyle E_{a}={\rm {\frac {ESP}{EDV-ESV}}}}
로 정의된다. 또는 박출량이 {\displaystyle {\rm {SV=EDV-ESV}}}로 계산되므로 아래와 같이 나타낼 수도 있다.
{\displaystyle E_{a}={\rm {\frac {ESP}{SV}}}}
유효동맥탄성도는 주로 후부하 및 동맥계의 특성에 좌우될 것으로 예상되었다. 다시 말해 압력-부피 그림에서 {\displaystyle {\rm {EDV}}}와 ESPVR 직선이 주어졌을 때 {\displaystyle {\rm {ESP}}}·{\displaystyle {\rm {ESV}}}를 예측하려면, 동맥계의 특성을 바탕으로 {\displaystyle E_{a}}를 계산한 다음, 가로 절편이 {\displaystyle {\rm {EDV}}}이고 기울기가 {\displaystyle -E_{a}}인 직선을 그려서 ESPVR 선과의 교점을 찾으면 된다는 것이다.
유효동맥탄성도의 개념을 단순하게 이해하는 한 가지 방법은 동맥계를 탄력적인 주머니로 상상하는 것이다. 심실이 수축하면서 동맥계로 혈액을 뿜어낼 때, '주머니'의 압력 증가분 {\displaystyle {\mathit {\Delta }}P}가 부피 증가분 {\displaystyle {\mathit {\Delta }}V}에 비례한다고 가정하자. 그 비례계수를 {\displaystyle E_{a}}라고 하면
{\displaystyle {\frac {{\mathit {\Delta }}P}{{\mathit {\Delta }}V}}=E_{a}}
이다. 심실은 압력이 동맥계와 같아질 때까지 수축하며, 그때까지 뿜어낸 혈액의 총량이 바로 박출량이 된다. 따라서 수축기 동안 동맥계 '주머니'의 총 부피 증가분은 박출량 {\displaystyle {\rm {SV}}}와 같고, 초기 압력을 무시할 수 있다고 하면 총 압력 증가분은 심실의 수축기말압력 {\displaystyle {\rm {ESP}}}와 같다. 즉
{\displaystyle E_{a}={\rm {\frac {ESP}{SV}}}}
로, 정의상 {\displaystyle E_{a}}가 바로 유효동맥탄성도임을 알 수 있다. 이처럼 유효동맥탄성도는 동맥계의 특성을 반영하며 전부하·수축력이 주어졌을 때 박출량을 예측하게끔 도와주기는 하지만, 정의를 따져 보면 후부하의 개념하고는 거리가 멀다. 유효동맥탄성도는 후부하와 관련된 각종 요인의 영향이 통합된 거시적인 변수라고 보는 편이 적절하다.

빈트케셀 모형

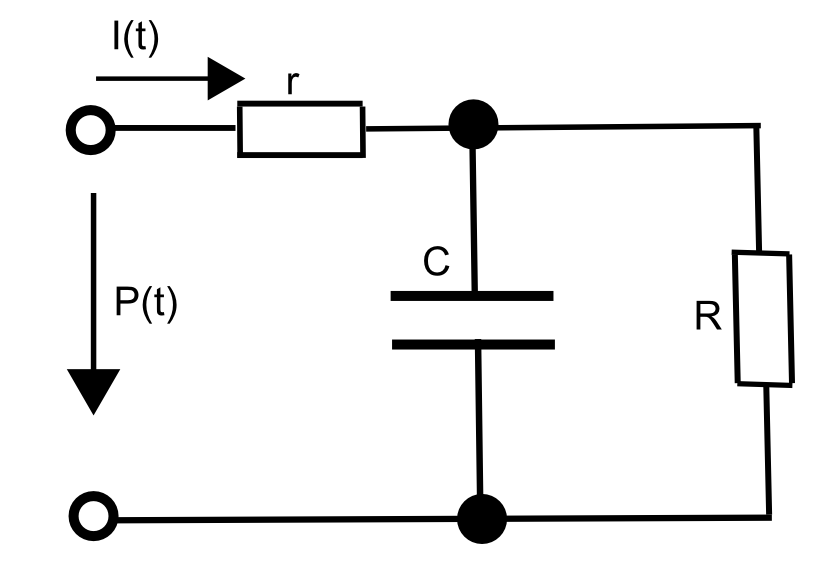
3원소 빈트케셀 모형은 동맥의 유순도와 말초 저항, 그리고 입력 임피던스를 고려한다.

물론 이상의 논의는 사고실험에 불과하다. 심실이 뿜어낸 혈액은 동맥계에 고여 부피를 팽창시키는 데에 쓰이는 것이 아니라, 동맥계와 정맥계의 혈압차에 의해 온몸순환으로 흘러 들어간다. 따라서 유효동맥탄성도는 단순히 동맥계 부피 탄성의 척도인 것이 아니라, 말초혈관계의 저항을 반영하는 양일 수밖에 없다. 이 관계를 알아보는 간단한 어림 방법은 수축기말압력이 대략 평균동맥압 {\displaystyle {\rm {MAP}}}와 같다고 가정하는 것이다. 심박출량을 {\displaystyle {\rm {CO}}}, 온몸순환의 전체 저항 {\displaystyle {\rm {SVR}}}라고 할 때
{\displaystyle {\rm {MAP=CO\times SVR}}}
이므로,
{\displaystyle E_{a}={\rm {SVR\times {\frac {CO}{SV}}}}}
이다. 여기서 심박출량 {\displaystyle {\rm {CO}}}는 박출량 {\displaystyle {\rm {SV}}}와 심박수 {\displaystyle {\rm {HR}}}의 곱과 같으므로 결국
{\displaystyle E_{a}={\rm {SVR\times HR}}}
이다.
수축기말압력과 평균동맥압의 관계를 더 정교하게 따지려면 이른바 빈트케셀 모형을 이용할 수 있다. 심장주기의 지속시간을 {\displaystyle T}, 시점 {\displaystyle t}에서의 동맥압을 {\displaystyle P(t)}라고 하면 평균동맥압의 정의상
{\displaystyle {\textrm {MAP}}={\frac {1}{T}}\int _{0}^{T}P(t){\textrm {d}}t}
이다. 심박수는 주기의 역수이므로
{\displaystyle {\textrm {MAP}}={\textrm {HR}}\times \int _{0}^{T}P(t){\textrm {d}}t}
이라고도 쓸 수 있다. 시점 0부터 {\displaystyle t_{s}}까지는 수축기, {\displaystyle t_{s}}부터 {\displaystyle t_{s}+t_{d}=T}까지는 이완기라고 할 때, 윈드케셀 모형에 따르면 이완기의 동맥압은 지수함수적으로 감소한다.
{\displaystyle P(t_{s}+t)={\textrm {ESP}}\cdot e^{-t/\tau }(0<t<t_{d})}
여기서 {\displaystyle \tau }는 RC 전기회로의 시간상수에 대응하는 개념으로, 동맥계의 유순도 및 저항 값에 의존한다. 적분하면
{\displaystyle \int _{t_{s}}^{T}P(t){\textrm {d}}t={\textrm {ESP}}\cdot \tau \cdot \left(1-e^{-t_{d}/\tau }\right)}
이다. 한편 수축기의 동맥압 변화를 정확히 추적하기는 어려우므로, 수축기 동안의 평균 동맥압이 대략 수축기말압력과 비슷하다고 어림하면
{\displaystyle \int _{0}^{t_{s}}P(t){\textrm {d}}t={\textrm {ESP}}\cdot t_{s}}
이다. 대입하면 다음을 얻는다.
{\displaystyle {\textrm {MAP}}={\textrm {ESP}}\times {\textrm {HR}}\times \left(t_{s}+\tau \cdot \left(1-e^{-t_{d}/\tau }\right)\right)}
이를 이용하면 유효동맥탄성도의 식을 다음처럼 구할 수 있다.
{\displaystyle E_{a}={\frac {\textrm {ESP}}{\textrm {SV}}}={\frac {\textrm {MAP}}{{\textrm {SV}}\times {\textrm {HR}}}}\cdot {\frac {1}{t_{s}+\tau \cdot \left(1-e^{-t_{d}/\tau }\right)}}={\frac {\textrm {SVR}}{t_{s}+\tau \cdot \left(1-e^{-t_{d}/\tau }\right)}}}
이 식에서 {\displaystyle t_{d}\ll \tau }라고 어림하면 {\displaystyle E_{a}={\textrm {SVR}}/T={\rm {SVR\times HR}}}가 되어, 앞 단락에서 얻었던 단순한 수식과 같아진다. 실제 사람에서 측정해 보면 이처럼 단순한 수식으로 어림하여도 빈트케셀 모형에 기반한 정교한 수식을 사용하는 것과 거의 같은 결과를 얻는 것으로 나타난다.

## 같이 보기
- 심장박출량(cardiac output])
- 박출작업량(stroke work)
- 확장기말 용적
- 수축기말 용적
- 심근 수축력
- 전부하
- 후부하
- 박출률(ejection fraction, 박출분율, 박출계수, 박출율)
- 압력-부피 그림
- 빈트케셀 모형

## 참고문헌
- Herring, Niel; Paterson, David J.; Levick, J. R. (2018). 《Levick's Introduction to Cardiovascular Physiology》 6판. Boca Raton: CRC Press. ISBN 978-0-8153-6361-3.
- Kenny, J. E. (2020). 《An Approach to Mechanical Heart-Lung Interaction》 1판. Toronto: Spectral Envelope Publishing House. ISBN 978-1-7773232-0-2.
- Hall, John E., Hall, Michael E., & Guyton, Arthur C. (2021). 《Guyton and Hall Textbook of Medical Physiology》 14판. Philadelphia: Elsevier. ISBN 978-0-323-59712-8.